# Cyaniris hegesander
Cyaniris hegesander är en fjärilsart som beskrevs av Hans Fruhstorfer 1910. Cyaniris hegesander ingår i släktet Cyaniris och familjen juvelvingar. Inga underarter finns listade i Catalogue of Life.